# Andrew Gold

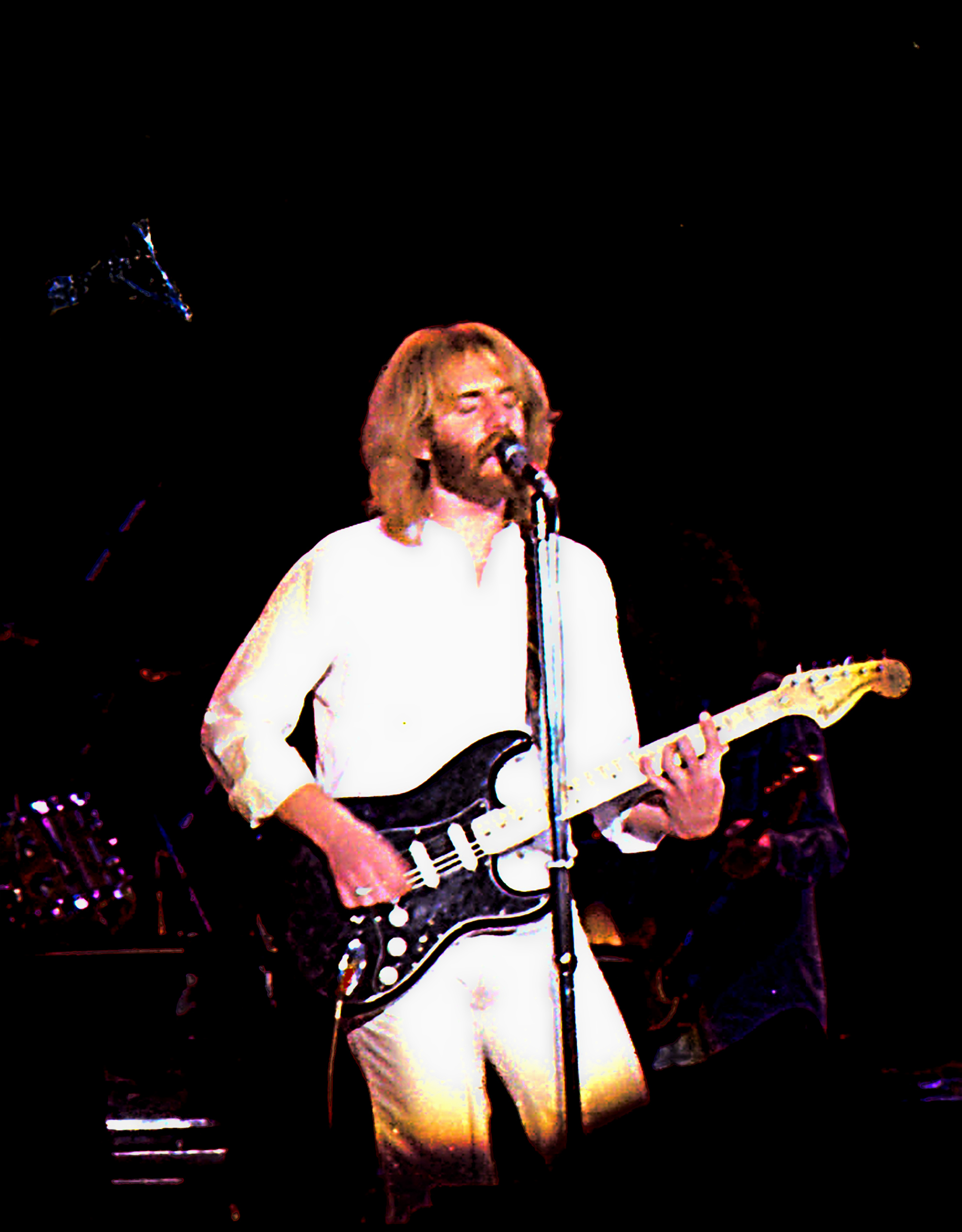
Andrew Gold (1980)

Andrew Maurice Gold (* 2. August 1951 in Burbank, Kalifornien; † 3. Juni 2011 in Encino, Los Angeles) war ein amerikanischer Sänger, Musiker und Liedtexter. Sein Werk umfasste unter anderem die Hitsingles Lonely Boy (1977), Thank You for Being a Friend (1978) und Never Let Her Slip Away (1978).
Gold spielte diverse Instrumente und war außerdem Künstler, Produzent, Filmkomponist, Konzertmusiker, Schauspieler und Maler.

## Leben
Gold wurde in Burbank geboren und arbeitete später in einem Familienbetrieb. Seine Mutter war die Sängerin Marni Nixon, ein Stimmendouble für Schauspielerinnen in Filmen, vor allem für Natalie Wood in West Side Story, Deborah Kerr in Der König und ich und Audrey Hepburn in My Fair Lady. Golds Vater war Ernest Gold, ein aus Österreich stammender Komponist. Für die Filmmusik zu Exodus bekam Ernest Gold einen Oscar. Andrew Gold hatte zwei jüngere Schwestern. Bereits mit 13 Jahren begann er, Songtexte zu schreiben.

## Karriere

### 1970–1979
In den frühen 1970er Jahren arbeitete Gold als Musiker, Texter und Produzent für viele Musiker. Er war Mitglied der in Los Angeles beheimateten Band Bryndle, der neben Gold auch Kenny Edwards, Wendy Waldman und Karla Bonoff angehörten. Für Linda Ronstadt spielte er eine große Rolle als Multiinstrumentalist und Arrangeur bei ihrem Album Heart Like a Wheel, das 1974 erschien. Auch bei ihren vier nächsten Alben übernahm er diese Rolle.
Unter anderem spielte er die Mehrzahl der Instrumente im ersten Stück auf dem Album und die Gitarre im Stück You’re No Good, Ronstadts erster Nummer-eins-Single in den Billboard Hot 100, außerdem in den Stücken When Will I Be Loved, (Love Is Like A) Heat Wave und in weiteren Erfolgsstücken. Gold war von 1973 bis 1977 Mitglied in der Band, danach sporadisch in den 1980er und 1990er Jahren.
Gold begann im Jahr 1975 als Solokünstler zu arbeiten. In den 1970er Jahren veröffentlichte er vier Studioalben und seitdem weitere zwölf. Seine Single Lonely Boy kam auf Platz 7 der Billboard Hot 100 im Juni 1977 und wurde in vielen Filmen gespielt, unter anderem in Boogie Nights (1997) und dem Film Waterboy – Der Typ mit dem Wasserschaden mit Adam Sandler.
Obwohl Lonely Boy der größere Radiohit in den USA war, erreichte die Single Thank You for Being a Friend (die Platz 25 im Jahr 1978 in den USA erreichte) später große Popularität als Titelsong für die zwischen 1985 und 1992 von NBC produzierte Sitcom The Golden Girls (Für diese Serie wurde der Song von Cynthia Fee gesungen).
Gold wurde auch mit seinem größten Hit in Großbritannien, Never Let Her Slip Away, bekannt. Das Lied wurde zweimal unter den Top 5 gelistet, zunächst von ihm selbst gesungen, vierzehn Jahre später von der Gruppe Undercover gespielt.
Freddie Mercury, ein Freund von Gold, unterstützte ihn mit etwas Gesang als Backgroundsänger. Gold war erfreut, dass Petula Clark den Song Lonely Boy französisch einspielte (Poor Lonesome Playboy). Er ist auf dem Album Paris/Orléans/Paris – The CBS Years, Vol. 1 auf der CD 2 zu finden. Er besuchte einen ihrer Auftritte und erinnerte sie daran, dass sie den Song aufgenommen hat. Im Jahr 1976 schrieb Gold den Titelsong Endless Flight für das gleichnamige Album von Leo Sayer.
Das Jahr 1975 war auch das Jahr einer erfolgreichen Zusammenarbeit mit Art Garfunkel, als Gold die meisten Instrumente in Garfunkels Hit I Only Have Eyes for You (Nr. 1 in den UK-Charts) spielte, außerdem verschiedene andere Einspielungen auf dessen Album Breakaway. Gold spielte ebenfalls Gitarre in zwei Liedern auf dem Album Boats Against the Current von Eric Carmen, inklusive bei dem Song She Did It, der im selben Jahr Platz 23 der US-Hitparade erreichte. Über die folgenden Jahre spielte oder/und sang Gold bei Aufnahmen oder/und Liveauftritten von Carly Simon, Jennifer Warnes, Stephen Bishop, Nicolette Larson, Maria Muldaur, Neil Diamond, Barbi Benton, Juice Newton, Leo Sayer, The Nitty Gritty Dirt Band, Karla Bonoff, Paul McCartney, Ringo Starr, John Lennon, Brian Wilson, Don Henley, Chers Hitalbum Heart of Stone und schrieb Hits für Trisha Yearwood und Wynonna Judd, für die er die Billboard Hot Country Singles & Tracks Charts Nummer-eins-Single I Saw the Light zusammen mit Lisa Angelle schrieb. Diese produzierte er im Jahr 2000 für deren Album und schrieb auch die meisten Songs mit.
Er ging auf Tournee mit der Gruppe The Eagles, spielte auf Platten und tourte mit Jackson Browne, produzierte, schrieb, spielte Instrumente und sang in drei Songs von 10cc; er spielte und sang auf Platte und tourte mit James Taylor, produzierte Singles für Vince Gill und schrieb und produzierte für Céline Dion. Außerdem war er zweiter Toningenieur auf Teilen von Joni Mitchells Album Blue.

### 1980–2011
In den frühen 1980er Jahren, nachdem 10CC im Jahr 1981 das Album Ten Out of 10 fertiggestellt hatte, luden die Gründungsmitglieder Eric Stewart und Graham Gouldman Gold ein, ebenfalls in die Gruppe einzutreten.
Obwohl er ein Fan der Titel I’m Not in Love und The Things We Do for Love war und auch eintreten wollte, wurde er doch durch andere Projekte davon abgehalten. Ende 1983 brach 10cc auseinander, und Gold und Gouldman gründeten Wax. Das Duo produzierte fünf Jahre lang Platten und ging auf Tournee. Dabei hatte sie weltweiten Erfolg und diverse Top-Ten-Hits, darunter Right Between the Eyes und Bridge to Your Heart, das ihr größter Hit ist.
Interessanterweise hatte das Duo 1986 in Spanien sechs Monate lang die Spitzenposition in der Hitparade inne. Bedingt durch eine unverständliche Entscheidung der Plattenfirma wurden aber keine weiteren Singles dort ausgekoppelt. Im Jahr 1989 brach die Band auseinander, aber Gold und Gouldman schrieben weiterhin zusammen Texte und nahmen Stücke auf, wenn es ihnen möglich war.
In den 1990er Jahren arbeitete Gold wieder mit seinen Bandkollegen Karla Bonoff, Wendy Waldman und Kenny Edwards zusammen. Gemeinsam formten sie erneut die Band Bryndle und veröffentlichten ihr erstes Album. Im Jahr 1996 verließ Gold die Band wieder und veröffentlichte das Album Halloween Howls, das Dr. Demento für eines der zwei besten Halloween-Alben der Geschichte hält. Im gleichen Jahr nahm er unter dem Pseudonym „The Fraternal Order of the All“ die Platte Greetings from Planet Love bei seinem eigenen Label QBrain Records auf. Dieses Album spiegelt eine Band der 1960er vor, die Songs im Stil der von Gold bevorzugten Bands spielt; dazu zählten The Beatles, The Byrds und The Beach Boys. Er veröffentlichte danach ein Album mit seltenen Stücken der Gruppe Wax namens Bikini Wax. Im selben Jahr veröffentlichte er das Album … Since 1951.
Seitdem produzierte, komponierte und/oder schrieb er Songs für zahlreiche Filme, wie im Jahr 2003 für die Horrorkomödie Rectuma unter der Regie von Mark Pirro, für das Fernsehen Soundtracks und für Fernsehwerbung. Er sang Final Frontier, den Titelsong der Sitcom Mad About You. Seine Ausführung des Songs wurde 1996 als Weckruf für die Raumsonde Mars Pathfinder benutzt. Außerdem produzierte Gold sieben Alben für Eikichi Yazawa, einen japanischen Singer-Songwriter.
Gold trat im Jahr 2006 live mit der Classic-Rock-Band America auf. Dieser Auftritt wurde später als DVD mit dem Titel America and Friends – Live at the Ventura Theater veröffentlicht. Dabei spielte er Thank You for Being a Friend, The Final Frontier, Bridge to Your Heart und Lonely Boy, außerdem begleitete er die Gruppe America und den Gastmusiker Stephen Bishop auf der Gitarre und sang. Gold produzierte bereits im Jahr 2002 Americas Weihnachtsalbum Holiday Harmony, auf dem er auch die meisten Instrumente spielte und den Titel Christmas in California mitgeschrieben hatte.

## Privates
Gold war mit Vanessa Green verheiratet, mit der er drei Kinder hat. Nach der Scheidung von Green heiratete er Leslie Kogan.
Obwohl Gold Persönliches in Lonely Boy (1977), inklusive seinem Geburtsjahr, erwähnte, sagte er in einem Interview, dass es nicht autobiographisch sei: „Vielleicht war es ein Fehler, das zu tun, aber ich habe diese Details darin einfach nur benutzt, weil es bequem war. Ich war niemals ein einsamer Junge – Ich hatte eine sehr glückliche Kindheit.“
Im Jahr 1990 nahmen Gold und vier Familienmitglieder an der Fernsehshow Family Feud teil.
Am 3. Juni 2011 starb Gold im Schlaf, offensichtlich an Herzversagen im Alter von 59 Jahren in Los Angeles, nachdem er wegen Nierenkrebs behandelt worden war.

## Diskografie

### Alben
| Jahr | Titel                              | Höchstplatzierung, Gesamtwochen, AuszeichnungChartplatzierungen (Jahr, Titel, Platzierungen, Wochen, Auszeichnungen, Anmerkungen) | Höchstplatzierung, Gesamtwochen, AuszeichnungChartplatzierungen (Jahr, Titel, Platzierungen, Wochen, Auszeichnungen, Anmerkungen) | Anmerkungen                                                              |
| Jahr | Titel                              | UK | US | Anmerkungen                                                              |
| ---- | ---------------------------------- | --- | --- | ------------------------------------------------------------------------ |
| 1977 | Andrew Gold                        | — | US112 (… Wo.)US | Erstveröffentlichung: 1975 Produzent: Charles Plotkin                    |
| 1977 | What’s Wrong with This Picture?    | — | US95 (16 Wo.)US | Erstveröffentlichung: April 1977 Produzent: Peter Asher                  |
| 1978 | All This and Heaven Too            | UK31 Silber · (7 Wo.)UK | US81 (14 Wo.)US | Erstveröffentlichung: Februar 1978 Produzenten: Andrew Gold, Brock Walsh |
| 2022 | Halloween Howls: Fun & Scary Music | — | US112 (3 Wo.)US | Erstveröffentlichung: 20. August 1996                                    |

Weitere Alben
- 1978: Whirlwind
- 1993: Never Let Her Slip Away
- 1997: Greetings from Planet Love (als The Fraternal Order of the All)
- 1998: … Since 1951
- 2000: The Spense Manor Suite
- 2002: Intermission
- 2007: Live at the Ventura Theater
- 2008: Copy Cat
- 2008: The Beatles

### Kompilationen
- 1991: Where the Heart Is – The Commercials 1988–1991
- 1997: Thank You for Being a Friend: The Best of Andrew Gold
- 1998: Leftovers
- 2002: Warm Breeze
- 2008: The Best of Andrew Gold
- 2011: The Essential Collection (2 CDs)
- 2015: The Late Show: Live 1978

### Singles
| Jahr | Titel Album                                               | Höchstplatzierung, Gesamtwochen, AuszeichnungChartplatzierungen (Jahr, Titel, Album, Platzierungen, Wochen, Auszeichnungen, Anmerkungen) | Höchstplatzierung, Gesamtwochen, AuszeichnungChartplatzierungen (Jahr, Titel, Album, Platzierungen, Wochen, Auszeichnungen, Anmerkungen) | Höchstplatzierung, Gesamtwochen, AuszeichnungChartplatzierungen (Jahr, Titel, Album, Platzierungen, Wochen, Auszeichnungen, Anmerkungen) | Höchstplatzierung, Gesamtwochen, AuszeichnungChartplatzierungen (Jahr, Titel, Album, Platzierungen, Wochen, Auszeichnungen, Anmerkungen) | Anmerkungen |
| Jahr | Titel Album                                               | DE | AT | UK | US | Anmerkungen |
| ---- | --------------------------------------------------------- | --- | --- | --- | --- | --- |
| 1976 | That’s Why I Love You Andrew Gold                         | — | — | — | US68 (5 Wo.)US | Erstveröffentlichung: Dezember 1975 Autoren: Andrew Gold, Gene Garfin                                             |
| 1977 | Lonely Boy What’s Wrong with This Picture?                | — | — | UK11 (9 Wo.)UK | US7 (21 Wo.)US | Erstveröffentlichung: März 1977 Autor: Andrew Gold                                                                |
| 1978 | Thank You for Being a Friend All This and Heaven Too      | — | — | UK42 (4 Wo.)UK | US25 (15 Wo.)US | Erstveröffentlichung: Januar 1978 Autor: Andrew Gold Cynthia Fee sang das Lied im Vorspann der Serie Golden Girls |
| 1978 | Never Let Her Slip Away All This and Heaven Too           | — | — | UK5 Silber · (12 Wo.)UK | US67 (8 Wo.)US | Erstveröffentlichung: März 1978 Autor: Andrew Gold                                                                |
| 1978 | How Can This Be Love All This and Heaven Too              | — | — | UK19 (10 Wo.)UK | — | Erstveröffentlichung: Juni 1978 Autoren: Mark Goldenberg, Mark Safan                                              |
| 2022 | Spooky Scary Skeletons Halloween Howls: Fun & Scary Music | DE87 (1 Wo.)DE | AT69 (1 Wo.)AT | UK55 (2 Wo.)UK | US— PlatinUS | Erstveröffentlichung: 1996                                                                                        |

Weitere Singles
- 1968: Of All the Little Girls (mit Charles Villiers als „Villiers & Gold“)
- 1976: Heartaches in Heartaches
- 1976: Stay
- 1976: Do Wah Diddy
- 1977: One of Them Is Me
- 1977: Go Back Home Again
- 1978: I’m on My Way
- 1980: Kiss This One Goodbye
- 1980: Stranded on the Edge
- 1980: Nine to Five